# Cymindis binotata
Cymindis binotata es una especie de coleóptero de la familia Carabidae.

## Distribución geográfica
Habita en China, Kazajistán, Mongolia y Rusia.